# برد جیکوبز (ورزشکار)
برد جیکوبز (انگلیسی: Brad Jacobs؛ زادهٔ ۱۱ ژوئن ۱۹۸۵) ورزشکار کرلینگ اهل کانادا است.